# Afromelanichneumon holomelanus
Afromelanichneumon holomelanus är en stekelart som först beskrevs av André Seyrig 1937.  Afromelanichneumon holomelanus ingår i släktet Afromelanichneumon och familjen brokparasitsteklar. Inga underarter finns listade i Catalogue of Life.